# Sclerasterias guernei
Sclerasterias guernei är en sjöstjärneart som beskrevs av Perrier 1891. Sclerasterias guernei ingår i släktet Sclerasterias och familjen trollsjöstjärnor. Inga underarter finns listade i Catalogue of Life.